# 四つ葉のクローバー (アルバム)
『四つ葉のクローバー』（よつばのクローバー）は、岡村孝子の通算15枚目のオリジナルアルバム。2006年5月24日発売。発売元はBMG JAPAN。

## 解説
初めてDVD付（初回生産限定盤のみ）でリリースされた15作目のアルバム。DVDは、CDジャケットの撮影で訪れたオーストラリア・パースでのオフ・ショットのほか先行シングル「銀色の少女」（2006年4月26日）のミュージック・ビデオが収録されている。
初回盤・通常盤共通のCDには、「銀色の少女」のほか、「春色のメロディー」（2005年1月29日）と「夢をあきらめないで 『逆境ナイン』リマスタリング・バージョン」（2005年6月22日）カップリング曲がそれぞれアルバム・バージョンで収録されている。DVD付初回生産限定盤と通常盤はジャケット写真も異なっている。
楽曲における特徴の一つに、コーラスを用いた曲が多い（他のアルバムでは通常3曲から5曲程度なのに対し、本作では10曲中「暁の空」以外の9曲）ことが挙げられる。「フックエンド・マナーの丘」「聖域 〜Sanctuary〜」に至っては、先に発表されていたバージョンはコーラスがなかったが、本アルバム収録に際しコーラスを加えている。
初回盤はDVDのほか、シングル「銀色の少女」初回生産盤と本アルバムの両アイテム購入者へ向けた連動特典があった。特典の中身は、抽選で全国各地で開催されるトークショーに招待されるというもの。招待制のトークショーでは、岡村本人を交えた映像鑑賞や握手会などが行われた。
アルバム連動のコンサート・ツアーは行われていないが、2006年暮れに行われた「Christmas Picnic」で本アルバムから何曲かが披露された。このコンサートではあみんのパートナー加藤晴子が飛び入りで参加、2007年に「あみん」を再開することが発表された。

## 収録曲
作詞・作曲: 岡村孝子（Except M-2　作詞: さだまさし）
編曲:萩田光雄 M-2・3・5・6・7・8・9・10 、海老原真二 M-1・4

### CD
1. 四つ葉のクローバー（5:06）
2. 銀色の少女（5:19）
  - 31stシングル。
  - 前年にNHKの音楽番組『夢・音楽館』で共演したさだまさしが作詞[2]。
  - コーラスには、あみんのパートナーである加藤晴子が参加。
3. 夢見る瞳（4:48）
  - あみんの3枚目のアルバム『未来へのたすき』（2008年10月22日）にあみんヴァージョン収録。
4. Tomorrow（5:02）
  - コーラスに加藤晴子が参加。
5. 晩春（4:39）
  - 岡村個人の楽曲であるが、2007年夏に行われたあみんの25周年記念ツアーにおいて2人で歌われた[3]。
6. フックエンド・マナーの丘（Album Version）（4:44）
  - 32ndシングル「夢をあきらめないで 『逆境ナイン』バージョン」のカップリング曲。
  - 「フックエンド・マナー」とはイギリス・チェッケンドンにある番地の名前から[4]。
7. 以心伝心（4:40）
8. 聖域 〜Sanctuary〜（Album Version）（4:07）
  - 30thシングル「春色のメロディー」のカップリング曲。
  - 前作のアルバムタイトルが『Sanctuary』（2005年3月23日）であったが収録されていない。
  - シングル音源と比べて、より神聖なアレンジへと装いを変えている。
9. 暁の空（5:39）
  - 「未知標」にも登場する「七色の虹」「はばたく」などの言葉が、本楽曲の歌詞にも登場する[5]。
10. 永遠の夏（4:47）
  - 撮影のためオーストラリア・パースに赴いた際、移動の車中で構想が出来たという楽曲[6]。

### DVD
- Visual-Shooting Tour 2006 in West Australia

1. 銀色の少女　Music Video
2. OFF-SHOT SCENE

## 関連作品
- 四つ葉のクローバー
  - After Tone V
- 銀色の少女
  - After Tone V
  - In the prime（あみんVersion）
- 晩春
  - After Tone V
- 暁の空
  - After Tone V